# Mysteriecultus

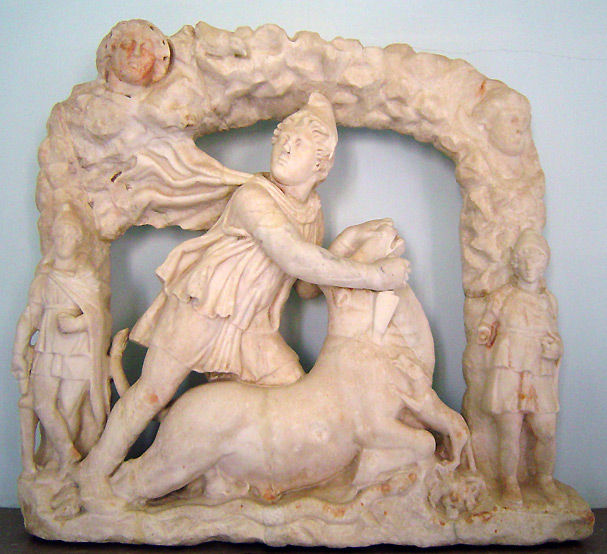
Romeinse sculptuur (3e eeuw n.Chr.) van Mithras die een heilige os slacht. In elk mithraeum (Mithraïstische tempel) nam deze afbeelding een centrale plaats in.

De mysteriecultus was een soort cultus uit de oud-Griekse en Romeinse religie die alleen toegankelijk was voor een ingewijde en dus geen deel uitmaakte van de publieke religie. De deelnemer kon op vrijwillige basis participeren om zo een persoonlijke band met de cultusgod te ontwikkelen en bepaalde kennis op te doen. Door inwijding en deelname aan de cultus, geloofde men dat de levenskwaliteit en het leven na de dood beter zou zijn. De oudst bekende mysteriecultus is die van Eleusis in de 7e eeuw v.Chr., waarbij Demeter en haar dochter werden vereerd. Andere vroege mysteriën zijn de Dionysische en Samothracische. In de hellenistische en Romeinse tijd ontstaan nieuwe mysteriën. Ze waren verbreid over heel het Romeinse rijk.
Tijdens het Romeinse rijk zijn vrijwel alle mysterieplaatsen vernietigd.

## Benaming

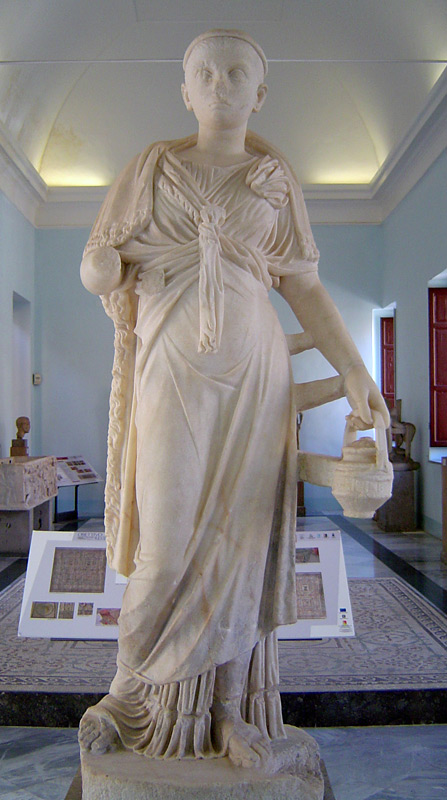
Priesteres van Isis (Romeins standbeeld, 2e eeuw, Museo Archaeologico Regionale, Palermo).

De mysteriecultus was een Grieks-Romeins fenomeen, en het woord verwijst naar een Grieks-Romeinse categorie van cultussen en riten. Mysterie komt van mystêrion. De oorsprong is onduidelijk. Mogelijk komt het van het Griekse myô ‘de lippen sluiten’, of van het Hettitische munnae ‘verbergen’. Oorspronkelijk gebruikten de Grieken mystêrion in het meervoud, mystêria, om te verwijzen naar wat thans de Eleusische mysteriën heet. Ook van andere festivals spraken ze in het meervoud, zoals de Dionysia, Anthesteria en Thargelia. Andere benamingen voor de mysteriecultus waren teletê en orgia. In het Latijn werd mysteria vertaald met initia. Via die taal ontstonden de moderne begrippen mysterie en initiatie. Onder invloed van neoplatonisch en christelijk taalgebruik ging mysterie verwijzen naar een soort goddelijke, geopenbaarde wijsheid. Minder bekend waren de Adonis-mysteriën, waarbij een groot beeld van de godheid Adonis onder begeleiding van gezang en dansen in een meer of in zee werd ondergedompeld, en na drie dagen rouwen weer eruit werd gehaald en op zijn plaats werd gezet, onder vreugdevolle zangen en dansen. Het was een vroeg, voorchristelijk beeld van het principe van de opstanding.

## Definitie
Voor de mysteriecultus bestaan verschillende definities. In hedendaags onderzoek probeert men algemene en strenge definities te vermijden, omdat het fenomeen divers was. Ook verschilden kosmologie, soteriologie en doelstellingen. De Eleusische mysteriën beloofden voorspoed in dit leven en het hiernamaals, maar de Samothracische beloofden een voorspoedige zeereis, terwijl de Korybantische genezing van krankzinnigheid in het vooruitzicht stelden. Daarnaast waren sommige mysteriën verbonden met een specifieke regio of locatie met een heiligdom, zoals Eleusis, Aegina, Lemnos, Samothrace en de Peloponnesos. Andere waren daarentegen verspreid, zoals de orfische, bacchische en Korybantische mysteriën. Toch zijn er gedeelde kenmerken van mysteriecultussen:
1. geheimhouding,
2. inwijdingsriten,
3. vrijwillige deelname,
4. nachtelijke uitvoering,
5. voorafgaande reinigingsriten,
6. verplichte betaling voor deelname,
7. de belofte van beloning tijdens dit leven en het volgende,
8. de beleving van een persoonlijke band met de god van de cultus,
9. een locatie buiten de stad,
10. toegankelijkheid voor zowel mannen als vrouwen, vrijen als slaven, jongeren en ouderen.

Sociaal gezien vormde dit laatste een belangrijk onderscheid met de stadsfestivals, omdat die toegankelijk waren voor alleen vrije burgers, alleen mannen of alleen vrouwen. Niettemin waren de cultussen onderling niet onverenigbaar. Ze sloten elkaar niet uit door bijvoorbeeld een universalistische waarheidsclaim, maar behoorden tot dezelfde polytheïstische religie van Grieken en Romeinen.
Ten tijde van de Griekse stadstaten was religie een publieke, sociaal verbindende aangelegenheid, en werd die door het bestuur gestimuleerd of opgelegd. Daarnaast stond de cultus, die zich richtte op het individu dat vrijwillig kon participeren om een persoonlijke band met een god te ontwikkelen. De mysteriecultus was dus geen publieke aangelegenheid, maar was enkel toegankelijk voor ingewijden (mystai). Zij hadden zodoende speciale theologische en rituele kennis die hun leven zowel nu als na de dood moest verbeteren. Op die cultische kennis berustte strikte geheimhouding: het principe van arcanum. Daardoor is er relatief weinig over bekend. Er waren processies en vieringen, die plaatsvonden in afgesloten ruimten (telestêrion, spelunca, templum). Globaal vallen de religieuze handelingen te verdelen in een gewijde actie (drômenon) en een gewijd verhaal (legomenon, mythos, logos). Met de handeling werden religieuze symbolen gecreëerd, die werden geïnterpreteerd middels het verhaal.

## Oorsprong en ontwikkeling
In tegenstelling tot wat vroeger werd gedacht, is bij mysteriecultussen niet de herrijzenis van vruchtbaarheidsgoden het centrale, verbindende element. Wat dan wel aanleiding gaf tot het instellen van mysteriecultussen blijft onduidelijk. Niettemin gaat het om een authentiek Grieks fenomeen, dat zich pas in de Mediterrane wereld verbreidde als gevolg van hellenisering. De mysteriecultus kan worden herleid tot Myceense tijden, en is verbonden met de stam, zodat het aannemelijk is dat de cultus ontstond als inwijdingsceremonie in een clan.
Belangrijke regio's van cultussen waren Arcadië en westelijk Anatolië. De oudste mysteriecultus is de Eleusische, die gevestigd was in Eleusis en waarvan de ceremonies jaarlijks plaatsvonden sinds de 7e eeuw v.Chr. Centraal stond de mythe van Demeter en Korê (Persephone) zoals beschreven in de homerische Hymne aan Demeter. De Eleusische mysteriën lagen qua vormgeving aan de basis van andere mysteriën. Er bestonden nog andere archaïsche mysteriecultussen die verbonden waren met Demeter: de mysteriën van Agrai nabij Athene; de mysteriën van Phenas in Arcadië; de mysteriën van Andania in Messenië (rondom Demeter en Hermes); de mysteriën van Phyle (rondom ‘Moeder Aarde’); de mysteriën van Paros en Thasos. In Arcadië alleen bestonden minstens dertien heiligdommen met mysteriecultussen, waarvan vaak weinig bekend is.
Over de Dionysische (Bacchische) mysteriecultus bestaan bronnen vanaf de 5e eeuw v.Chr. De daarmee verwante orfische mysteriecultus stamt hooguit uit de 6e eeuw v.Chr. Beide waren niet verbonden met een specifieke locatie. Later werden ook de mysteriën van de Kaberoi op Samothrace bekend. Deze wellicht Frygische godencultus was vooral populair in de 2e eeuw v.Chr.
In de hellenistische en Romeinse keizertijd ontstaan nieuwe mysteriecultussen in diverse centra. Dit gebeurde bijvoorbeeld rondom de Anatolische orakelplaatsen (manteia), zoals Klaros en Didyma. Ook het orakel van Trophonius lijkt een mysteriecultus te hebben gehad. In Efeze, een belangrijke plaats in de regio, kende men meerdere mysteriecultussen, waaronder die van de Cureten, van Artemis in het Artemision en van Hestia Boulaia in het prytaneion, het politieke centrum van de stad.
De belangrijkste uit de Romeinse periode zijn de zogeheten oriëntaalse mysteriecultussen, namelijk die van de Egyptische Isis en Perzische Mithras. De Isismysteriecultus ontstond rond 220 v.Chr. door de identificatie van Isis met Demeter. Die verspreidde zich naar Rome in de 1e eeuw v.Chr. en werd vooral populair vanaf de 1e eeuw. Het mithraïsme was ook het resultaat van syncretisme, raakte wijdverbreid en was vooral populair vanaf de 2e eeuw, met name in het Romeinse leger. Bij uitbreiding duidde men ook de cultus van de Anatolische Cybele (Mêtêr Megalê, Magna Mater) aan als mysteriecultus vanaf de 3e eeuw v.Chr. De mysteriecultus van Attis verschijnt pas in bronnen uit de 1e eeuw.

## Invloed
Mogelijk werd de hellenistische literatuur beïnvloed door de populariteit van met name de Eleusische en Dionysische mysteriën:
1. Isis: Apuleius, De gouden ezel; Xenophon van Efeze; Achilles Tatius; Historia Apollonii Regis Tyri; delen van pseudo-Clemens van Alexandriës oeuvre, bewerkt door gnostici.
2. Mithras: Jamblichus, Babylonica.
3. Dionysus: Daphnis en Chloë.
4. Syncretisme van Isis, Dionysus en Mithras: Heliodorus, Aethiopica.

Qua religie, klassieke esoterie en filosofie waren er invloeden op Porphyrius’ Grot van de nimfen, op het werk van Philo van Alexandrië, op de magische Mithrasliturgie en op gnostische stromingen zoals de gnostiek en het hermetisme. In bijvoorbeeld het hermetische Corpus Hermeticum wordt terminologie gehanteerd uit de mysteriecultussen. In zowel de Septuagint en het Nieuwe Testament zijn qua taalgebruik invloeden te zien.
Vanaf de 2e eeuw wordt de invloed van de mysteriecultussen duidelijker door de opkomst van het christendom en de bijgaande polemiek en concurrentie. Zo werden de sacramenten mysteriën waar niet iedereen toegang tot had. Inwijding in de vorm van bijvoorbeeld doop werd vereist. Ongedoopten en aankomende dopelingen hadden geen toegang tot de gezamenlijke maaltijd die onsterfelijkheid bood.

## Beschrijving van de mysteriën

### Mysteriën van Eleusis

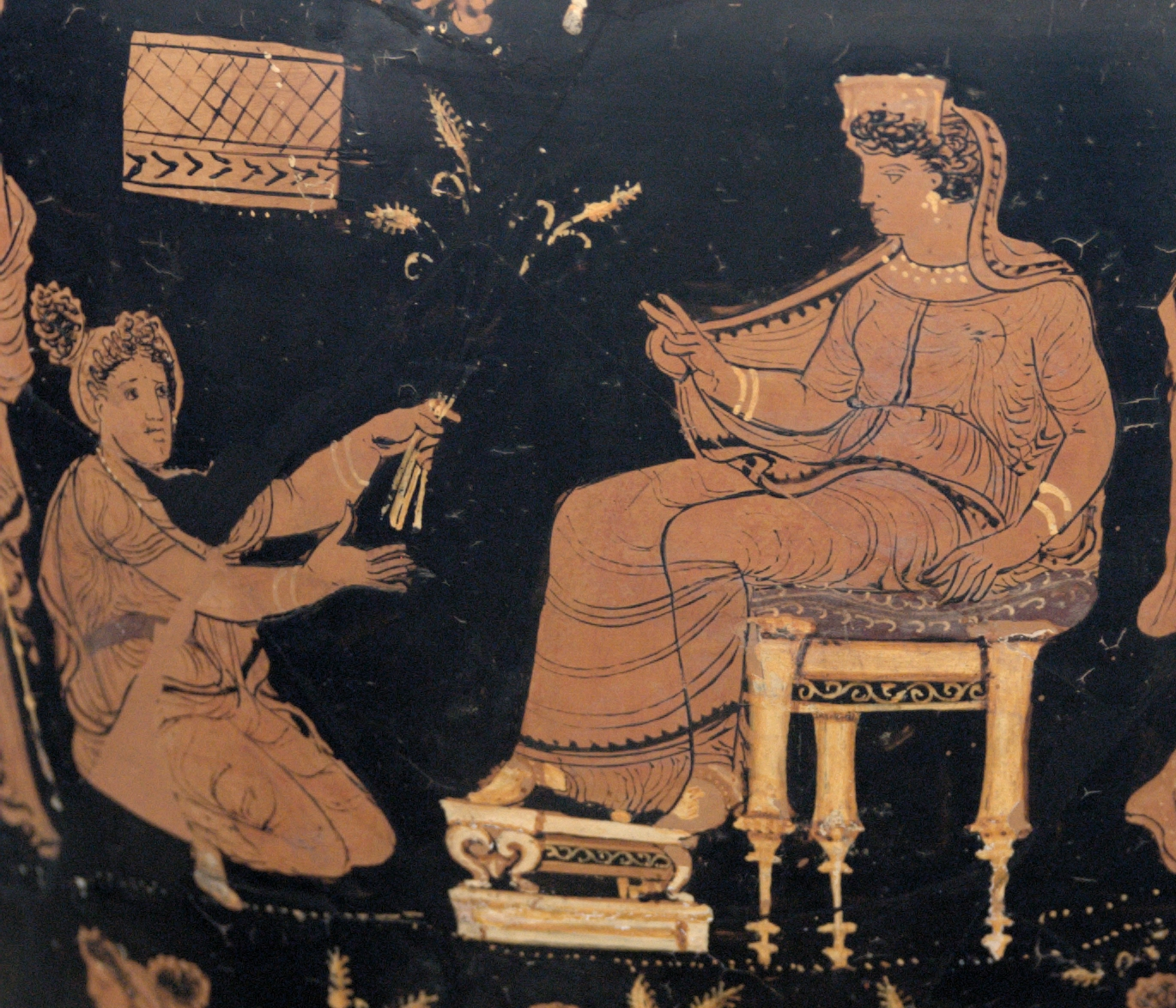
Demeter op haar troon

De mysteriën van Eleusis, die ieder jaar in september, ter ere van de godin Demeter en Persephone werden gevierd, gaan terug op een oeroude vruchtbaarheidsritus. Om te mogen deelnemen aan het ritueel moest men eerst ingewijd zijn, maar op alle ingewijden rustte een absolute zwijgplicht. Deze plicht werd zo ernstig genomen dat niet-ingewijden alleen maar konden gissen wat er zich in werkelijkheid afspeelde. Op mysterieverraad stond de doodstraf. Deelnemen aan de geheime cultus ging gepaard met een inwijdingsritueel dat dagen duurde. De riten hielden verband met de gang der seizoenen en de jaarlijkse kringloop van opleven en weer afsterven van de natuur. De gelovigen keerden na afloop weer huiswaarts met een versterkt geloof in een beter leven in een hiernamaals, hetgeen de traditionele Griekse godsdienst hun niet kon bieden.

### Samothrakische mysteriën
De Samothrakische mysteriën van de Cabeiren, die het dichtst bij de Mysteriën van Eleusis kwamen in aanzien en in heiligheid, worden zo genoemd naar het eiland Samothrake, dat op enige afstand van de kust van Thracië in de Egeïsche Zee was gelegen. Zij beperkten zich echter geenszins tot dit eiland, maar ook op Lemnos en Imbros was de dienst van de Kabeiren inheems. Over welke godheden het ging, die daar onder die geheimzinnige naam werden vereerd, waren de antieke auteurs reeds niet met volkomen zekerheid ingelicht. Men meende dat door de inwijding in deze mysteriën voor de mens de vrede met zichzelf werd verkregen, en een kracht aan zijn geest werd geschonken, die hem boven de noden en ongemakken van het dagelijks leven verhief. Vaak ging dat gepaard met het bijgeloof dat de ingewijden tegen schipbreuk en alle gevaren op zee waren beveiligd.

### Dionysische mysteriën
De Dionysische mysteriën, die kort na de Samothrakische schijnen ontstaan te zijn, waren waarschijnlijk deels Thracisch en deels Phrygisch van oorsprong. Aan de Attische Dionysia die mystische wijze van verering van de god geheel en al vreemd. Zowel de triëterische feesten van Dionysos, die zich uit Thracië over Griekenland hebben verspreid, als de betrekking, waarin hij tot Rhea-Cybele werd gebracht, een leer, die uit Phrygië en Lydië naar Griekenland overkwam, schijnen tot het ontstaan van de Dionysische mysteriën aanleiding te hebben gegeven. Hoewel die feesten en die eredienst zich kenmerkten door hun luidruchtig, hun orgiastisch karakter, dat zich in allerlei dweepzieke gebruiken manifesteerde en soms de vereerders van de god er toe dreef om zich op de gruwelijkste wijze te verminken, ja later zelfs de bron werd van de grofste onzedelijkheid, schijnt het toch, dat het oorspronkelijk doel ook van deze mysteriën geen ander is geweest dan om de ingewijden op te wekken tot een heiliger en rechtvaardiger leven en hun een vrede in hun hart te schenken, die de niet-ingewijde niet hebben kon, en die hun de kracht gaf om de wederwaardigheden van het aardse leven met kalmte te dragen.

### Orfische mysteriën
De orfische mysteriën waren de jongste van de Griekse mysteriën. Hoewel zij nergens in Griekenland van staatswege zijn erkend, hebben zij toch overal veel verspreiding en tal van deelnemers gevonden. Ze stonden bekend als Orphikoi (Orphici), vernoemd naar de mythische zanger Orpheus, van wie de cultus zijn leerstellingen beweerde te hebben ontvangen. De reden daarvoor was, omdat Orpheus volgens de mythologie als eerste mens naar de onderwereld was afgedaald en succesvol was teruggekeerd. Bij de orfici speelde de leer over het leven na de dood de hoofdrol. Ze streefden lichamelijke en geestelijke reinheid ma middels ascetische beginselen, om zo een beter leven na de dood te krijgen. Daartoe werden ze tevens ingewijd in speciale kennis over het hiernamaals.
Volgens de orfische leer, die niet uniform was, was de mens ooit rein en zondevrij geweest, maar door eigen schuld had hij die reinheid verloren en daardoor was de menselijke ziel in het lichaam opgesloten als in een gevangenis. Van die straf kon zij door de dood alleen niet worden bevrijd. Dit kon slechts geschieden, wanneer de ziel zich door reiniging en heiliging zelf waardig gemaakt had om haar oorspronkelijke toestand te herwinnen. Tot zo lang moest zij rondzwerven, dat wil zeggen: als haar omhulsel tot stof was weergekeerd, moest zij weer een ander omhulsel aannemen, soms zelfs dat van een dier. Hieruit blijkt, dat volgens de voorstellingen van de orfici ieder mens zelf meester is van zijn eigen lot, dat hij aan dat onzalige rondzwerven zelf een einde kan maken. Hij kan immers, als hij zich door een rein en deugdzaam leven waardig gemaakt heeft, zijn vroegere toestand van gelukzaligheid herwinnen. Als voorsmaak van die zaligheid gold bij mystische feesten het drinken van wijn, die aan de deelnemers werd geschonken, en de verhoogde veerkracht, die daardoor werd opgewekt. De wijn had daarbij een eigenaardige betekenis, omdat hij ontstaan was uit het bloed van Dionysos-Zagreus. Door het drinken van de wijn traden zij dus in een onmiddellijke geestesgemeenschap met die godheid, wiens erbarmen en hulp zij het meeste nodig hadden om uit hun zondige toestand te worden gered.
De orfische mysteriën waren niet, zoals die van Eleusis of de Samothrakische mysteriën aan een bepaalde plaats gebonden. Zij onderscheidden zich doordat een gehele leer op de voorgrond trad en geen dramatische voorstelling van een legende.

### Mithrascultus
Het Mithraïsme was een geheimzinnige, geritualiseerde cultus die niet gebaseerd was op heilige geschriften (zoals het jodendom en christendom wel waren) en waarvan alleen mannen lid mochten worden. Het kwam op in de 1e eeuw v.Chr. in de hellenistische cultuur van het oostelijke Middellandse Zeegebied en was populair in het Romeinse Rijk vanaf de 1e eeuw n. Chr tot de 5e eeuw n.Chr. Na een initiatierite werd men ingewijd in de geheimen van het geloof. De cultus vond plaats in tempels, mithraeum of "Taurobolium" genoemd. In deze tempels werd een centrale plaats ingenomen door een afbeelding van Mithras die een heilige os ritueel slacht. De betekenis van deze slachtscène is onduidelijk; een gangbare theorie is dat de os een sterrenbeeld voorstelt. Aannemelijker is het volgende: als kind bereed Mithras de levengevende kosmische stier, die hij later doodde. Het bloed van de stier bevruchtte de aarde, zodat het ritueel van het slachten in verband gebracht wordt met het verzekeren van een rijke oogst.

### Isiscultus
De Isiscultus was veel rustiger dan bijvoorbeeld de Dionysische mysteriën en meer te vergelijken met de cultus van Demeter in Eleusis. Omdat men brood dat besmet was met de schimmel van 'moederkoren' (el-got) at wat in feite LSD opleverde, kwam men tot extase en dansen. Na de verovering door Alexander de Grote in 332 v.Chr. werd de Isiscultus ook naar de hellenistische wereld overgebracht.
Vanaf de 2e eeuw v.Chr. begon haar cultus door handelaren en zeelieden zich door het hele Middellandse Zeegebied te verspreiden, maar ook tot in Pannonië, Gallië tot aan de Rijn, en in Bretagne. Zoals de Demeter in Eleusis, verleende Isis onsterfelijkheid aan degenen die in haar cultus waren ingewijd. In Griekenland werd zij dan ook vaak met Demeter gelijkgesteld. Haar cultus had, vooral onder Griekse invloed, aan veel veranderingen blootgestaan in de tijd van de Ptolemaeën. Plutarchus beschreef de godin als "Het vrouwelijke natuurprincipe". Zij werd volgens hem onder talloze namen vernoemd, aangezien zij zich vlot "in dit of het gene verandert" en "ontvankelijk is voor iedere wijze van gedaante en vorm".
In de Romeinse tijd was de cultus van Isis vanaf 80 v.Chr. tot in de 6e eeuw bijzonder populair en zeker niet langer beperkt tot Egypte en Griekenland. Keizer Gaius (bijgenaamd Caligula) bouwde zelfs een tempel voor haar. Haar eredienst ging met veel prachtige rituelen en muziek gepaard, onder andere het gebruik van sisters, een soort besnaarde rammelaar, die nu in Ethiopië nog wel gebruikt wordt.
In Egypte bleef haar eredienst bestaan tot 552 na Chr., toen liet keizer Justianus de tempel sluiten.
Het christendom kon zich zo vlug verspreiden in het Midden-Oosten en in Zuid-Europa omdat het naast de staatsgodsdienst vorm aannam als populistische godsdienst, waarin deze bestaande oude gebruiken en rituelen werden ingekapseld. Er was dus tegelijk aansluiting bij het verleden en toch een nieuw heden. Dit kenmerkt het proces van de kerstening.